# 波格列比 (瓦西里基夫區)
50°8′14″N 30°24′43″E / 50.13722°N 30.41194°E
波赫雷比（烏克蘭語：Погреби）是位於烏克蘭北部的村莊，由基辅州奧布希夫區的瓦西利基夫市鎮負責管轄。該村始建於1701年，面積3.53平方公里，海拔高度143米，2001年人口422，人口密度每平方公里119.7人。